# Даулат-Берди
Даулат-Берди або Девлет-Берди (*д/н —бл. 1432) — хан Золотої Орди в 1419—1421, 1427–1432 роках, Кримський хан у 1422—1423, 1426—1427 роках.

## Життєпис
Походив з династії Чингізидів. Син хана Чеббер-Берди. Після загибелі батька у 1419 році розпочав боротьбу за трон. Того ж року на деякий час зумів захопити Сарай-Берке, проте стикнувся з претендентом Улу-Мухаммедом. У 1421 році зазнав поразки та відступив до Кримського улусу, де спочатку змусив тамтешнього хана Бек-Суфі розділити з ним владу, а у 1422 році повністю захопив улус. Відтак наказав знищити представників роду Таш-Тимуридів. Встановлює союзницькі відносини з Трапезундською імперією, видавши доньку за імператора Іоанна IV.
З 1422 року здійснював атаки з метою повернути трон в Сарай-Берке, в результаті чого відтягнув на себе війська Улу-Мухаммеда, що зазнав поразки у 1423 році від Берек-хана, який став новим правителем Золотої Орди. Проте того ж року Даулат-Берди зазнає поразки від Берек-хана й втрачає Крим.
У 1426 році, скориставшись боротьбою Берек-хана у східних областях Орди, зумів повернути собі Кримський улус. У 1427 році зумів захопити Хаджи-Тархан, а потім й Сарай-Берке, ставши ханом Золотої Орди. Втім, вже у 1428 році зазнає поразки від Улу-Мухаммеда й втрачає столицю. Боротьбу продовжував до 1432 року. Подальша доля невідома.